# State of Origin 2017
Navigation
Édition précédente Édition suivante
Le State of Origin 2017 est la trente septième édition du State of Origin, qui se déroulera du 31 mai au 12 juillet 2017 avec trois matchs à l'ANZ Stadium de Sydney (1) et au Suncorp Stadium de Brisbane (2).

## Déroulement de l'épreuve

### Première rencontre
| 31 mai 2017 20:15 | Qld Maroons                                          | 4 - 28 (4 - 12) | NSW Blues | Suncorp Stadium, Brisbane 50 390 spectateurs Arbitre : Matt Cecchin, Gerard Sutton |
| 31 mai 2017 20:15 | Essai(s) : Oates (35e) Transformation(s) : Smith 0/1 |                 | Essai(s) : Maloney (6e) Pearce (39e) Tedesco (52e) Fifita (55e) Hayne (60e) Transformation(s) : Maloney 4/5 (7e, 40e, 52e, 55e, 60e) | Suncorp Stadium, Brisbane 50 390 spectateurs Arbitre : Matt Cecchin, Gerard Sutton |
| 31 mai 2017 20:15 |                                                      |                 | | Suncorp Stadium, Brisbane 50 390 spectateurs Arbitre : Matt Cecchin, Gerard Sutton |

 Qld : 1 Boyd, 2 Oates, 3 Chambers, 4 O'Neill, 5 Gagai, 6 Milford, 7 Cronk, 8 Napa, 9 Smith (c), 10 Myles , 11 Papalii, 12 Gillett, 13 McGuire,  remplaçants: 14 Morgan, 15 Thaiday, 16 Guerra, 17 Lillyman, (18 Wallace) entraineur : Kevin Walters

 NSW  : 1 Tedesco, 2 Ferguson, 3 Dugan, 4 Hayne, 5 B.Morris, 6 Maloney, 7 Pearce, 8 Woods, 9 Peats, 10 Fifita, 11 Cordner (c), 12 Jackson, 13 Frizell remplaçants: 14 Klemmer, 15 Graham, 16 J.Trbojevic, 17 Bird, (18 Moylan, 19  McLean, 20  De Belin) entraineur : Laurie Daley

Homme du match : Andrew Fifita (NSW)

### Deuxième rencontre
| 21 juin 2017 20:15 | NSW Blues                                                                                     | 16 - 18 (16 - 6) | Qld Maroons                                                                                | ANZ Stadium, Sydney 82 259 spectateurs Arbitre : Matt Cecchin, Gerard Sutton |
| 21 juin 2017 20:15 | Essai(s) : Hayne (14e) B.Morris (24e) Pearce (27e) Transformation(s) : Maloney 2/3 (16e, 28e) |                  | Essai(s) : Holmes (9e) Gagai 2 (53e, 76e) Transformation(s) : Thurston 3/3 (10e, 54e, 77e) | ANZ Stadium, Sydney 82 259 spectateurs Arbitre : Matt Cecchin, Gerard Sutton |
| 21 juin 2017 20:15 |                                                                                               |                  |                                                                                            | ANZ Stadium, Sydney 82 259 spectateurs Arbitre : Matt Cecchin, Gerard Sutton |

 NSW : 1 Tedesco, 2 Ferguson, 3 Dugan, 4 Hayne, 5 B.Morris, 6 Maloney, 7 Pearce, 8 Woods, 9 Peats, 10 Fifita, 11 Cordner (c), 12 Jackson, 13 Frizell remplaçants: 14 Klemmer, 15 Graham, 16 J.Trbojevic, 17 Bird, (18 Moylan, 19  De Belin, 20  T.Trbojevic) entraineur: Laurie Daley

 Qld  : 1 Slater, 2 Holmes, 3 Chambers, 4 Boyd, 5 Gagai, 6 Thurston, 7 Cronk, 8 Napa, 9 Smith (c), 10 Wallace, 11 Cooper, 12 Gillett, 13 McGuire,  remplaçants: 14 Morgan, 15  Papalii, 16 Hess, 17 Glasby, (18 Munster) entraineur: Kevin Walters

Homme du Match : Josh Jackson (NSW)

### Troisième rencontre
| 12 juillet 2017 20:15 | Qld Maroons | 22 - 6 (12 - 0) | NSW Blues                                                    | Suncorp Stadium, Brisbane 52 540 spectateurs Arbitre : Matt Cecchin, Gerard Sutton |
| 12 juillet 2017 20:15 | Essai(s) : Holmes 3 (15e, 26e, 60e), Wallace (67e) Transformation(s) : Smith 3/4 (17e, 28e, 68e) Pénalité(s) : Smith 0/1 Drop(s) : Cronk 0/1 |                 | Essai(s) : Dugan (48e) Transformation(s) : Maloney 1/1 (49e) | Suncorp Stadium, Brisbane 52 540 spectateurs Arbitre : Matt Cecchin, Gerard Sutton |
| 12 juillet 2017 20:15 | |                 |                                                              | Suncorp Stadium, Brisbane 52 540 spectateurs Arbitre : Matt Cecchin, Gerard Sutton |

 Qld: 1 Slater, 2 Holmes, 3 Chambers, 4 Morgan, 5 Gagai, 6 Munster, 7 Cronk, 8 Napa, 9 Smith (c), 10 Wallace, 11 Cooper, 12 Gillett, 13 McGuire,  remplaçants: 14 Hunt, 15  Papalii, 16 Hess, 17 Glasby, (18 Kaufusi) entraineur: Kevin Walters

 NSW : 1 Tedesco, 2 Ferguson, 3 Dugan, 4 Hayne, 5 B.Morris, 6 Maloney, 7 Pearce, 8 Woods, 9 Peats, 10 Fifita, 11 Cordner (c), 12 Jackson, 13 Frizell remplaçants: 14 Klemmer, 15 Graham, 16 J.Trbojevic, 17 Bird, (18 De Belin, 19 Finucane, 20 T.Trbojevic) entraineur: Laurie Daley

Homme du Match : Cameron Smith (Qld)

## Médias
Les droits télévisuels appartiennent à Channel Nine en Australie, Sky Sports en Nouvelle-Zélande, BeIN Sport en France, Premier Sport au Royaume-Uni, Fox Soccer aux États-Unis, Sportsnet World au Canada.